# Kanton Les Pieux
Kanton Les Pieux (francouzsky Canton des Pieux) je francouzský kanton v departementu Manche v regionu Normandie. Po reformě kantonů v roce 2014 je tvořen 29 obcemi, do té doby sestával z 15 obcí.

## Obce kantonu
- Barneville-Carteret
- Baubigny
- Benoîtville
- Bricquebosq
- Fierville-les-Mines
- Flamanville
- Grosville
- La Haye-d'Ectot
- Héauville
- Helleville
- Le Mesnil
- Les Moitiers-d'Allonne
- Pierreville
- Les Pieux
- Portbail
- Le Rozel
- Saint-Christophe-du-Foc
- Saint-Georges-de-la-Rivière
- Saint-Germain-le-Gaillard
- Saint-Jean-de-la-Rivière
- Saint-Lô-d'Ourville
- Saint-Maurice-en-Cotentin
- Saint-Pierre-d'Arthéglise
- Sénoville
- Siouville-Hague
- Sortosville-en-Beaumont
- Sotteville
- Surtainville
- Tréauville